# Maria Aparecida Soares Ruas
Maria Aparecida Soares Ruas (Lins, 5 de janeiro de 1948-São Carlos, 30 de junho de 2025) é uma matemática, pesquisadora e professora universitária brasileira. 
Comendadora da Ordem Nacional do Mérito Científico, Maria Aparecida é membro da Academia Brasileira de Ciências e professora titular do Instituto de Ciências Matemáticas e de Computação da Universidade de São Paulo, em São Carlos. Sócia fundadora da Sociedade Brasileira de Matemática, é também membro de seu Conselho Diretor.

## Biografia
Maria Aparecida nasceu em 1948, em Lins, no interior de São Paulo. É filha de Antonio Alonso Soares e Noêmia D´Avila Soares. O gosto pela matemática veio ainda no antigo ginásio, devido à uma professora, chamada Râmisa Jorge. Muito boa na disciplina, começou a dar aulas particulares aos colegas, aos 12 anos.
Ingressou no curso de licenciatura em matemática Faculdade de Filosofia, Ciências e Letras de Araraquara, hoje a Universidade Estadual Paulista Júlio de Mesquita Filho, em 1970. Tornou-se auxiliar de ensino, de 1971 a 1974, e depois professora assistente, de 1974 a 1981 da mesma instituição. Fez mestrado em Matemática, defendendo sua tese em 1974 e, em 1983, defendeu o doutorado na mesma área, com a tese Cl - Determinação finita e aplicações, sob orientação de Luiz Antonio Favaro após um estágio na Universidade Brown.
Em 1982, ingressou como professora no Instituto de Ciências Matemáticas e de Computação da Universidade de São Paulo. Foi chefe do departamento de Matemática, Vice-Diretora e presidente das comissões de Pós-graduação e de Pesquisa. Foi também membro do Conselho Universitário e vice-presidente da Comissão Permanente de Avaliação da Universidade de São Paulo, além de membro da comissão de área da CAPES.
Dra. Soares Ruas faleceu em 30 de junho de 2025. 

## Pesquisa
Sua área de atuação foi, principalmente, com teoria das singularidades. Através de sua liderança e pesquisa, o grupo brasileiro de singularidades organizou a cada dois anos, desde 1990, o Workshop on Real and Complex Singularities, reunião reconhecida pela comunidade científica internacional como o principal evento periódico da área. Suas principais contribuições à área referem-se à Classificação Topológica e Diferenciável de Singularidades e às aplicações desta teoria à Geometria Genérica.
Supervisionou 8 programas de pós-doutorado e orientou cerca de 15 projetos de iniciação científica, 8 mestrados e 15 doutorados, além de ter publicado mais de 40 trabalhos em periódicos internacionais e nacionais.

## Principais publicações
- Izumiya, S. ; ROMERO-FUSTER, M. C. ; RUAS, M. A. S. ; TARI, F.. Differential Geometry from a Singularity Theory Viewpoint. 1 ed. Cingapura, World Scientific, 2016. v. 1. 384p.
- BRASSELET, J.P. (Org.) ; RUAS, M. A. S. (Org.). Real and Complex Singularities - São Carlos Workshop 2004. 1. ed. Birksauser, 2006. v. 1. 364p.
- RUAS, M. A. S.; Terence Gaffney (Org.). Real and Complex Singularities. 1. ed. Providence: American Mathematical Society, 2004. v. 1. 324p.
- RUAS, M. A. S.; -EDITORA (Org.). Workshop On Real And Complex Singularities. SOCIEDADE BRASILEIRA DE MATEMATICA, 1997. 219p.
- RUAS, M. A. S.; -EDITORA (Org.). Workshop On Real And Complex Singularities. SOCIEDADE BRASILEIRA DE MATEMÁTICA, 1993. 216p.